# Harbour Grace (gemeente)
Harbour Grace is een gemeente (town) in de Canadese provincie Newfoundland en Labrador. De fusiegemeente ligt in het zuidoosten van het eiland Newfoundland en bestaat uit het dorp Harbour Grace en de plaatsen Harbour Grace South, Riverhead en The Thicket.

## Geschiedenis
In 1945 werd de plaats Harbour Grace officieel erkend als een gemeente met het statuut van town. Bijna een halve eeuw lang vielen het dorp en de gemeente met elkaar samen.
Begin jaren 90 breidde de gemeente echter gevoelig uit door de annexatie van de buurgemeente Harbour Grace South en de naburige local service districts Riverhead en The Thicket. De fusiegemeente behield de naam Harbour Grace, aangezien dat dorp vele malen groter was dan de drie andere plaatsen. Door de fusie steeg de bevolkingsomvang in één klap van ruim 3000 inwoners naar een kleine 4000 inwoners.

## Geografie
De gemeente bevindt zich op het schiereiland Bay de Verde, dat een noordelijk subschiereiland van Avalon is. Ze is gelegen aan de westelijke zijde van de Conception Bay, meer bepaald grotendeels rondom een grote natuurlijke haven die eveneens bekendstaat als de Harbour Grace.
Aan de noordelijke zijde van die lange, gelijknamige inham ligt de de dorpskern van Harbour Grace. Aan de overzijde van die baai ligt de buurt Harbour Grace South. Aan het uiteinde van de Harbour Grace ligt voorts de buurt Riverhead, daar waar de kleine Bannerman River in zee uitmondt. Harbour Grace, Riverhead en Harbour Grace South lopen allen min of meer in elkaar over en liggen allen aan de voornoemde baai. Het ook tot de gemeente behorende gehucht The Thicket ligt echter in het binnenland, bijna 2 km kilometer ten zuiden van Riverhead.
Op het grondgebied van de gemeente bevinden zich twee relatief grote meren, namelijk Lady Lake en Bannerman Lake.
Omliggende plaatsen zijn Carbonear en Bristol's Hope in het noorden, Bryant's Cove en Upper Island Cove in het zuidoosten en Spaniard's Bay in het zuidwesten.
De gemeente wordt doorkruist door provinciale route 70 en provinciale route 75. Route 70 gaat doorheen het centrum van zowel Harbour Grace als Riverhead, terwijl Route 75 eerder bedoeld is voor doorgaand verkeer.

## Demografie
Demografisch gezien is Harbour Grace, net zoals de meeste gemeenten in de provincie, aan het krimpen. Tussen 1991 en 2021 daalde de bevolkingsomvang van 3.920 naar 2.796. Dat komt neer op een daling van 1.124 inwoners (-28,7%) in dertig jaar tijd.
- Bron: Statistics Canada (1951–1986[1], 1991–1996[2], 2001–2006[3], 2011–2016[4], 2021[5])
- De gegevens van 1991 verwijzen reeds naar het grondgebied zoals dat door de fusieoperatie van 1993–94 tot stand kwam.

### Taal
In 2021 hadden 2.785 (99,6%) inwoners van Harbour Grace het Engels als moedertaal; alle anderen waren die taal machtig. Hoewel slechts 10 mensen (0,3%) het Frans als (al dan niet gedeelde) moedertaal hadden, waren er 65 mensen die die andere Canadese landstaal konden spreken (2,3%).

## Galerij

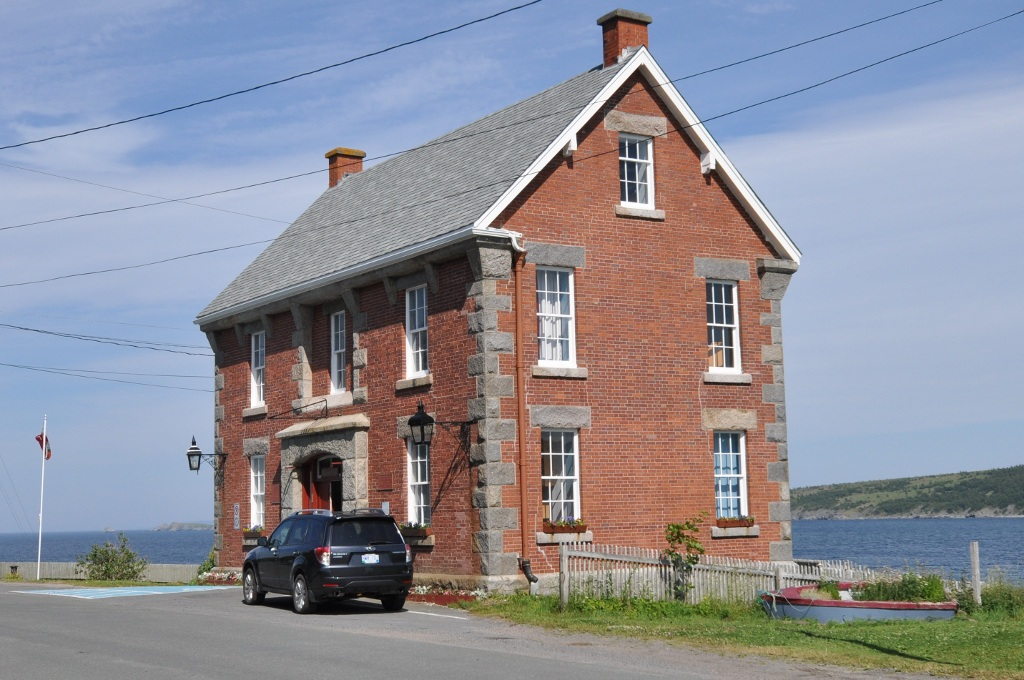
Geschiedkundig museum van Harbour Grace
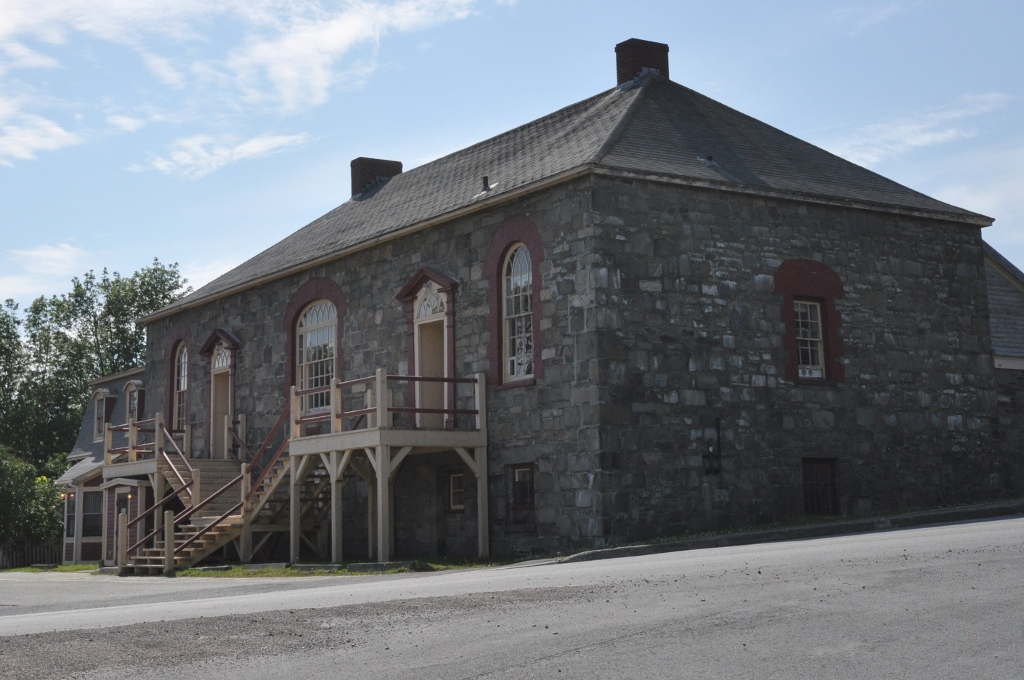
Gerechtsgebouw van Harbour Grace
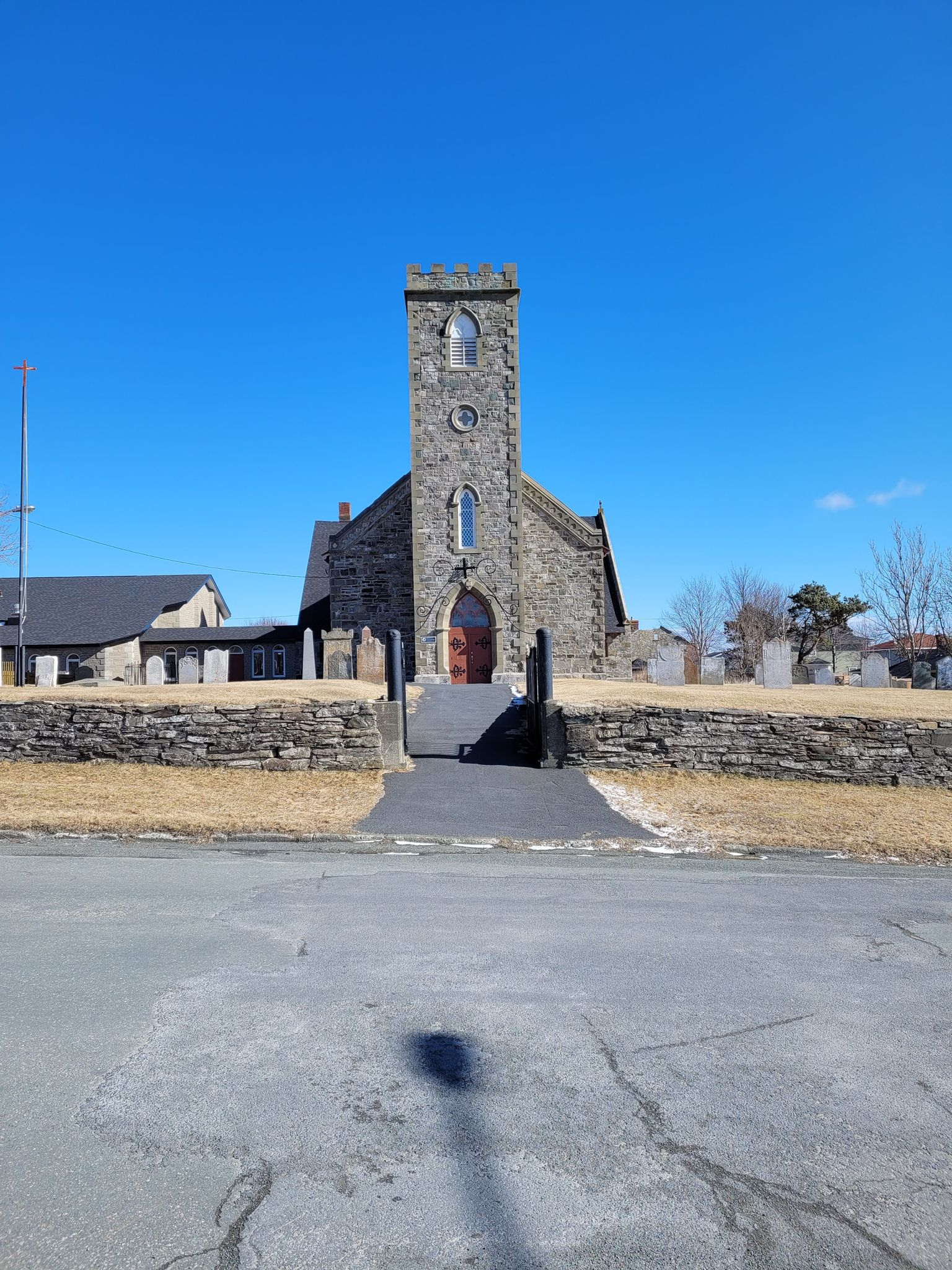
St. Paul's Anglican Church
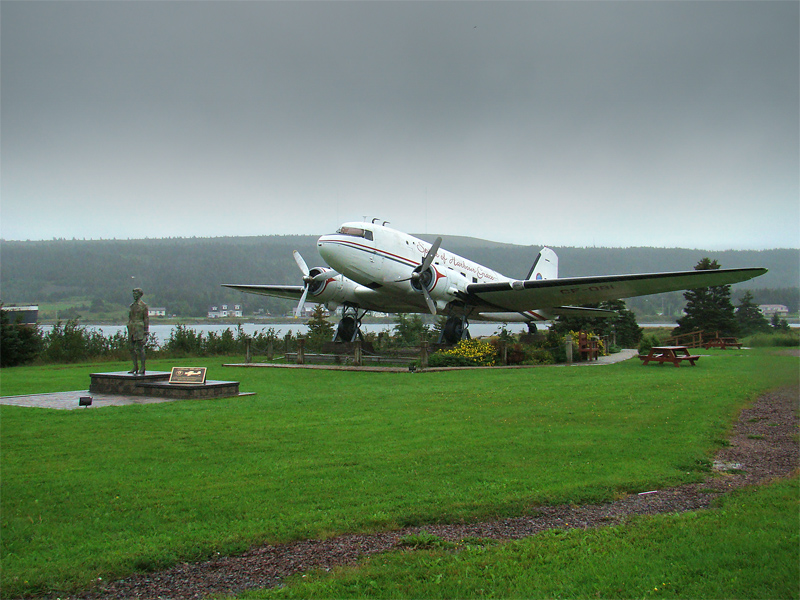
Het vliegtuig Spirit of Harbour Grace en een standbeeld ter ere van Amelia Earhart
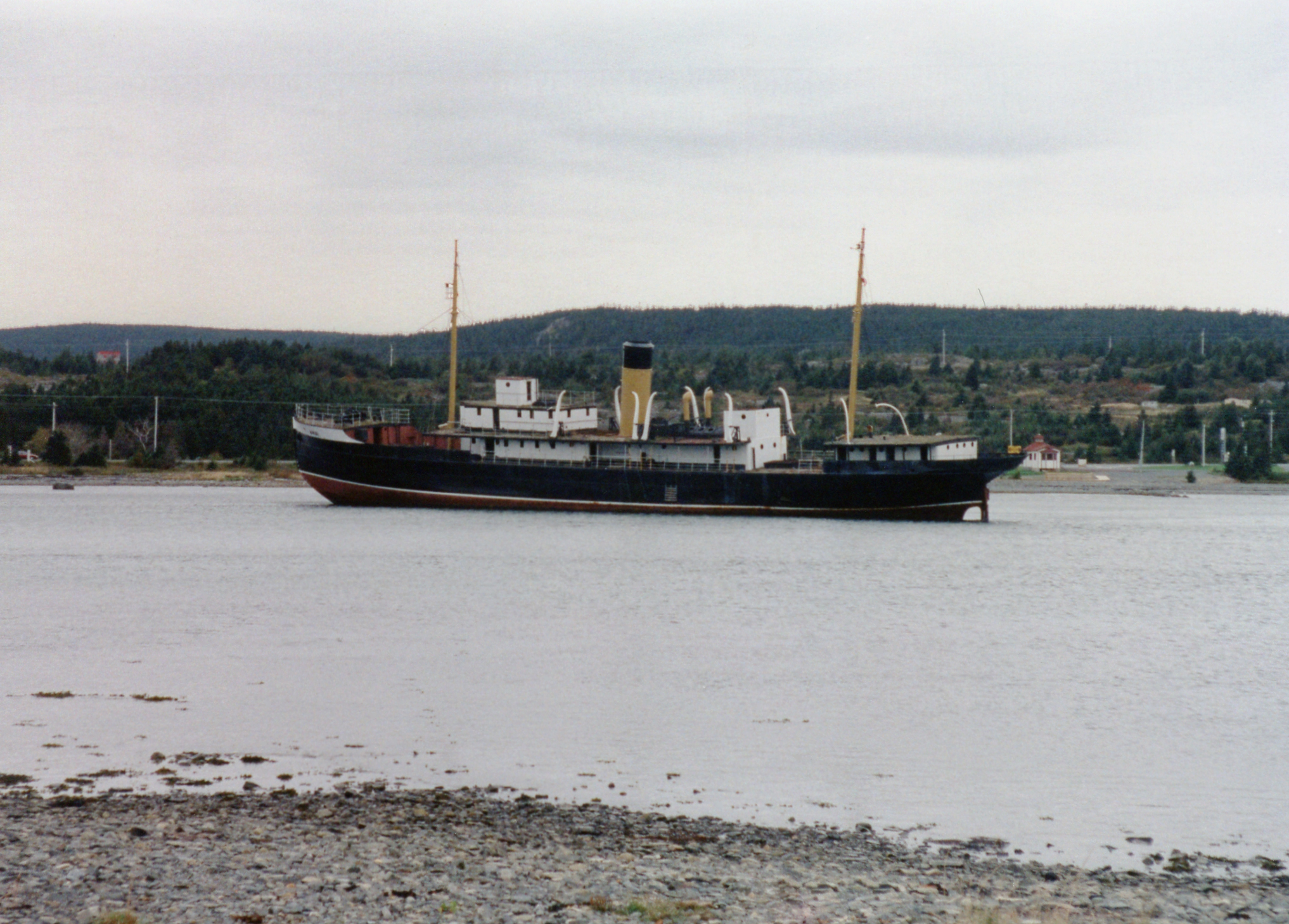
Het wrak van de SS Kyle ligt reeds sinds 1967 vast voor de kust van Riverhead